# Dollmania cuprea
Dollmania cuprea är en fjärilsart som beskrevs av William Lucas Distant 1897. Dollmania cuprea ingår i släktet Dollmania och familjen ädelspinnare. Inga underarter finns listade i Catalogue of Life.